# Мазур Юлій Маркович

Суботній випуск газети «Юг», де з 1982 року й до своєї загибелі Юлій Мазур працював головним редактором

Ма́зур Ю́лій Ма́ркович (15 липня 1937, м. Сковородіно Читинської області — 30 листопада 2000, Одеса) — український журналіст, тривалий час головний редактор одеської газети «Юг». Народний депутат України першого скликання від Іллічівського виборчого округу № 295

## Біографія
Юлій Мазур народився в м. Сковородіно Читинської області, в родини військовослужбовця.
1954 року поступив на філологічний факультет Одеського державного університету. З 1959 року працював учителем Барсконской середньої школи Джетиогузского району Киргизької РСР. Згодом перейшов на журналістську роботу як літературний співробітник Джетиогузского районної газети «На ленінському посту».
З 1960 року працював робітником будівельно-монтажного керування N 289 «Ангарстрой». У 1961 році став помічником директора з політичної частини Хабаровської торгово-кулінарної школи. Потім знову повернувся до журналістики: з 1962 року — літературний співробітник армійської газети « Бойовий курс», кореспондент Хабаровського крайового комітету по радіомовленню та телебаченню, а з 1964 — літературний співробітник обласної газети «Прапор комунізму».
1967 року повернувся до Одеси, де працював літературним співробітником, згодом завідувачем відділом, потім заступником редактора і врешті головним редактором обласної газети «Комсомольська Іскра».
З 1975 року перейшов на роботу в Одеський обком КПУ на посаду консультанта-методиста Будинку політпросвіти, інструктор відділу, заступника завідувача відділом пропаганди та агітації Одеського ОК КПУ. З 1982 року працював редактором Одеської обласної газети «Прапор комунізму». З 1991 був ініціатором перейменування газети, яка стала називатися «Південь» («Юг»). 1991 року, ще до ГКЧП, вийшов з КПРС.
Невдовзі був висунутий кандидатом у Народні депутати трудовим колективом виробничого об'єднання кріогенних-кисневого та газорізальні машинобудування (НВО Кислородмаш). 18 березня 1990 року був обраний Народним депутатом України, 2-й тур 50,69 % голосів, 8 претендентів.
Входив до опозиційної «Народної ради», фракція «Демократичний відродження України». У Верховній Раді був членом Комісії ВР України з питань гласності та ЗМІ.
24 серпня 1991 року проголосував за проголошення незалежності України. По закінченні депутатського мандату працював головним редактором газети «Юг».
30 листопада 2000 року був знайдений мертвим неподалік від свого будинку в Одесі. За висновками лікарів, помер від отруєння невідомою речовиною.